# Schigschit Bairowitsch Bajaschalanow

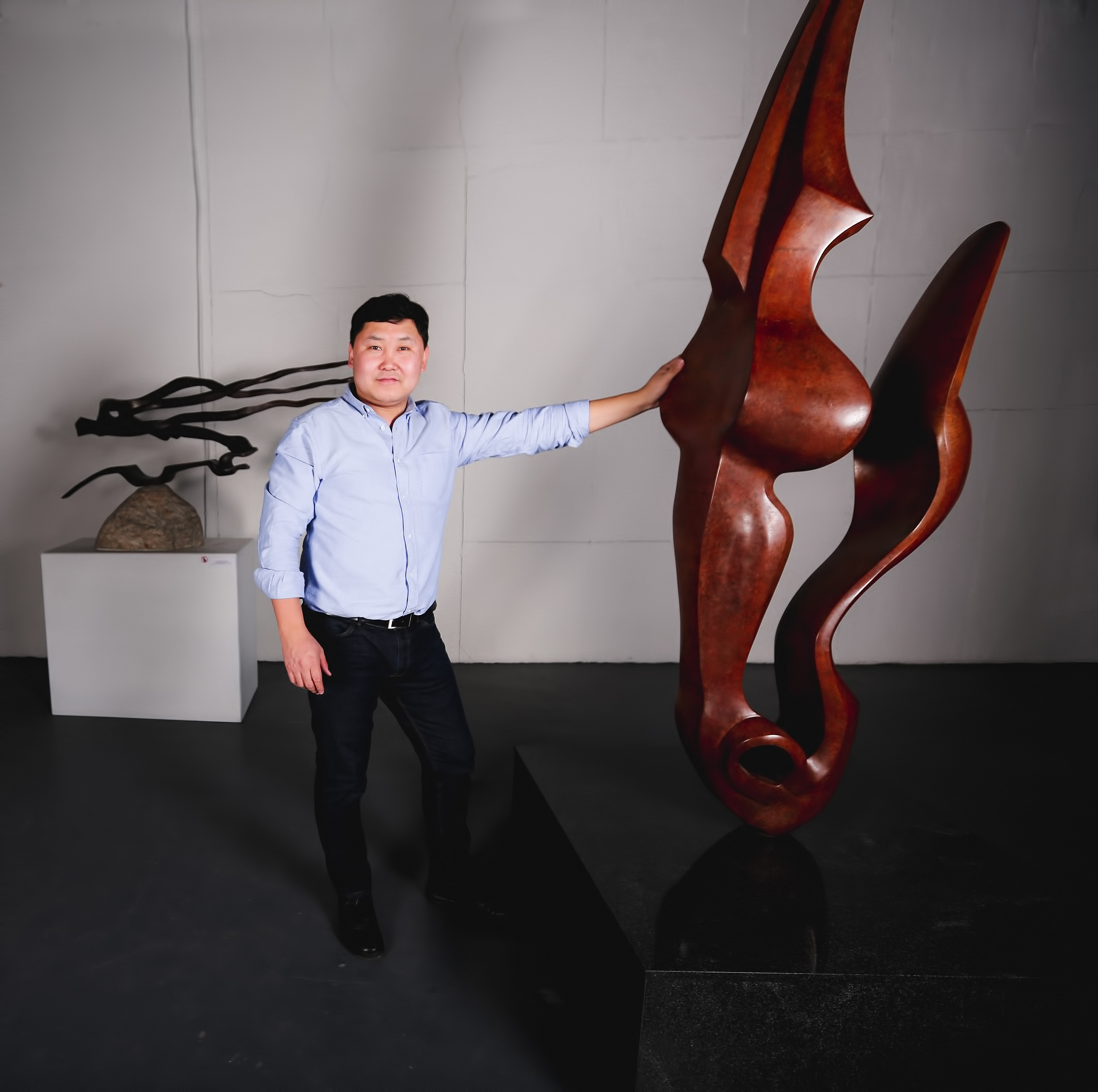
Schigschit Bairowitsch Bajaschalanow mit Skulptur Am Wasser (2017)

Schigschit Bairowitsch Bajaschalanow (russisch Жигжит Баирович Баясхаланов; * 13. März 1985 im Dorf Alchanai, Autonomer Kreis der Aginer Burjaten) ist ein russischer Bildhauer und Waffenschmied burjatischer Herkunft.

## Leben
Bajaschalanow war das dritte von vier Kindern eines Goldschmieds. Sein tibetischer Vorname Schigschit bedeutet furchtloser Glaubensverteidiger. Er wuchs im Dorf Amitchascha im Autonomen Kreis der Aginer Burjaten auf. Schon während der Mittelschulzeit interessierte er sich für die Arbeit seines Vaters und fertigte Drahtringe für die Freundinnen in der Nachbarschaft an. In Ulan-Ude am Berufslyzeum Nr. 24 erlernte er die Herstellung von Kunstgegenständen aus Metall mit Abschluss 2003.
2004 ging Bajaschalanow nach St. Petersburg, um dort zu leben und zu arbeiten. Bis 2010 arbeitete er in der Studiowerkstatt Meschow, in der kunstvolle Waffen und exklusive Geschenke hergestellt werden. 2008 wurde auf der Ausstellung der Klingen Russlands im Moskauer Kreml sein Messer Burjatski gezeigt, das vom Direktor des Staatlichen Historischen Museums Alexei Lewykin sehr geschätzt wurde.
2012 eröffnete Bajaschalanow eine eigene Werkstatt und stellte Messer, Skulpturen und Kunstgegenstände her. Im selben Jahr nahm er am internationalen burjatischen Nationalfestival Altargana teil, bei dem er den Silberschwan-Grand-Prix erhielt. Ab 2016 gehörte er zu den Sponsoren des Festivals und stiftete die Hauptpreise. Mit den Messern Klarheit und Feuer und Wasser auf der Ausstellung Stil - Gestalt - Harmonie - Waffemschmiede des modernen Russlands 2016 in der Eremitage gehörte er zu den besten Waffenschmieden Russlands. Der Bildhauer Daschi Namdakow unterstützte ihn bei der Fortführung des traditionellen Kunsthandwerks in moderner Form.
2018 eröffnete Bajaschalanow in Ulan-Ude die Bajaschalanow-Galerie mit einer ständigen Ausstellung seiner Messer und Skulpturen. In seiner Werkstatt wurden die Medaillen für die 11. Weltmeisterschaft im Frauenboxen hergestellt. Bei der Preisverleihung in Ulan-Ude am 13. Oktober 2019 im Beisein des Oberhaupts der Republik Burjatien Alexei Zydenow überreichte Bajaschalanow persönlich die Medaillen. Bajaschalanow beteiligt sich an Wohltätigkeitsauktionen zur Unterstützung begabter Kinder und ist Sponsor von Sportveranstaltungen und Kunstaktionen in der Region Transbaikalien und in Burjatien.
Skulpturen Bajaschalanows wurden 2019 auf der 47. Kunstmesse in Antibes präsentiert. Im selben Jahr wurde er zur NordArt-Kunstausstellung des Kunstwerks Carlshütte in Büdelsdorf eingeladen. Dort zeigte Bajaschalanow mit seinen Skulpturen eines Stiers und eines Elchs zusammen mit 22 die Mongolei repräsentierenden Künstlern Werke zum Thema „In der Welt Sein: Encountering Sublimity“. Im November 2019 eröffnete Bajaschalanow in St. Petersburg die B-Galerie für moderne burjatische Kunst, in der er eigene Werke und Werke burjatischer und St. Petersburger Künstler ausstellt.
Ende 2019 begann Bajaschalanow ein Studium an der Accademia Carrara.
2020 beteiligte sich Bajaschalanow am Fest des Weißen Monats (Mongolisches Neujahrsfest) im Staatlichen Kremlpalast in Moskau und präsentierte Skulpturen aus seiner neuen Serie Gedanken. Im September 2020 gründete Bajaschalanow die nichtkommerzielle internationale Assoziation der burjatischen Waffenschmiede, die er seitdem leitet. Er ist Mitglied der Union der Künstler Russlands und Mitglied der Gilde der Waffenschmiede Italiens.  Seine Werke befinden sich im Nationalmuseum der Republik 'Burjatien und im Sampilow-Kunstmuseum in Ulan-Ude, in der Bronstein-Galerie in Irkutsk, in der Galerie JART in Moskau sowie in Galerien und Privatsammlungen in China, Frankreich, Deutschland, Kasachstan und in der Mongolei.
Bajaschalanow ist verheiratet und hat zwei Söhne.